# Myrmica andryushchenkoi
Myrmica andryushchenkoi (лат.) — ископаемый вид мелких муравьёв рода Myrmica длиной около 5 мм. Эоцен. Балтийский янтарь (Россия, Калининградская область).

## Этимология
Видовое название M. andryushchenkoi дано в честь Константина Андрущенко (Калининград), коллектора куска янтаря с типовым экземпляром (KA-122), подарившего его Палеонтологическому музею Санкт-Петербургского университета.

## Описание
Обнаружены в саксонском янтаре (поздний эоцен, Германия). Длина тела 4,55 мм. Ширина головы — 0,78 мм, длина головы — 1,05 мм, длина груди — 1,38 мм, длина скапуса усика — 0,6 мм. Усики 12-члениковые с отчётливой трёхчлениковой булавой. Рукоять усиков относительно короткая, по крайней мере, не достигает затылочного края головы, постепенно изогнута у основания. Формула щупиков 6,4. Передний край клипеуса широко закруглён, не выступает, неглубоко выемчатый посередине. Лобные кили очень слабо изогнуты, чтобы слиться с морщинами, которые окружают усиковые гнёзда. Глаза умеренно маленькие, слабо выпуклые, расположены примерно на середине длины боковых краёв головы. Проподеум с двумя короткими зубцами, прямыми, острыми на вершине, направленными назад. Петиоль (II абдоминальный сегмент) с относительно коротким, но отчётливым стеблем, образующим отчётливый треугольный узел. Средние и задние голени без шпор. Бёдра сильно вздутые.

## Систематика
†Myrmica andryushchenkoi хорошо отличается от всех других ископаемых видов рода Myrmica короткими проподеальными зубцами (вместо шипов) и трёхчлениковой булавой усиков. Однако эти черты объединяют нового муравья с видом †Myrmica paradoxa Radchenko, Dlussky & Elmes, 2007, который был описан из позднеэоценового биттерфельдского янтаря. †Myrmica andryushchenkoi отличается от †M. paradoxa следующими признаками: меньший размер, более короткий скапус, голова продольно исчерчена, бёдра и голени сильно вздуты, средние и задние голени без шпор.